# Kerry James Marshall
Kerry James Marshall (Birmingham, 17 ottobre 1955) è un artista e pittore statunitense noto per i suoi dipinti con soggetti neri.
In precedenza ha insegnato pittura alla School of Art and Design dell'Università dell'Illinois a Chicago. Nel 2017, Marshall è stato incluso nel Time 100 delle persone più influenti al mondo. È nato e cresciuto a Birmingham, in Alabama, e si è trasferito durante l'infanzia a South Los Angeles. Ora vive a Chicago.

## Biografia
Kerry James Marshall è nato il 17 ottobre 1955 a Birmingham, in Alabama. È cresciuto a Birmingham e poi a Los Angeles. È figlio di un impiegato delle poste e di una casalinga. L'hobby di suo padre era comprare orologi rotti, che reperiva al banco dei pegni, capire come aggiustarli con l'aiuto di libri che trovava usati, e rivenderli.  Quest'attività del padre ha influenzato Marshall.
La sua casa a Los Angeles era vicino al quartier generale dei Black Panthers, il che gli ha lasciato un senso di responsabilità sociale e ha influenzato direttamente la sua produzione artistica.

### Formazione
Al liceo, Marshall iniziò a disegnare sotto la guida del pittore realista sociale Charles White, ma questa passione è continuata anche nella sua carriera universitaria. Marshall ha dichiarato che durante gli anni della sua formazione, White "è diventato tanto un amico quanto un mentore; sono rimasto in contatto con la sua famiglia, anche dopo la sua morte". Marshall ha conseguito una laurea B.F.A. nel 1978 presso l'Otis College of Art and Design.

## Carriera
Kerry James Marshall è un MacArthur Fellow, premiato nel 1997. È stato professore all'Università dell'Illinois a Chicago nella School of Art and Design dal 1993 al 2006. Nel 2013, Marshall è stato nominato per il Committee on the Arts and the Humanities dal presidente Barack Obama, uno dei sette nuovi nominati scelti.

## Vita privata
È sposato con la drammaturga, regista e attrice Cheryl Lynn Bruce. Si sono conosciuti mentre Bruce stava lavorando allo Studio Museum di Harlem e Marshall stava iniziando una residenza d'arte lì. Nel 1987, Marshall e sua moglie si trasferiscono nel South Side di Chicago. La sua figliastra Sydney Kamlager-Dove venne eletta deputata alla Camera dei Rappresentanti per lo stato della California nel 2023.